# 山內容堂
山內豐信（日语：／ Yamauchi Toyoshige，1827年11月27日—1872年7月26日），日本幕末外樣大名，土佐藩第15代藩主，1849年1月21日至1859年2月在任。隱居後號「容堂」，因此也以山內容堂（日语：／ Yamauchi Yōdō）之名而為人所知。在任期間施行藩政改革，是「幕末四贤侯」之一。此人酷愛詩跟酒，自號鯨海醉侯（日语：／ geikai suikō）。
山內容堂幼名輝衛，其父是山內豐著（第12代藩主山內豐資之弟），母親則是豐著的妾平石氏。
1848年（嘉永元年）7月，第13代藩主山內豐熙與其弟、第14代藩主山內豐惇短時間內相繼離世，而豐熙末弟山內豐範當時年僅3歲，为了防止山内家因御脉断绝被取缔，在親族及重臣商量下，土佐藩將豐惇秘密埋葬，然後以重病為由，向幕府請求讓豐惇隱居，藩主一職則決定由居於南屋敷的豐信承繼，幕府批准此一提請後，才正式於嘉永2年2月28日宣佈山內豐惇的死訊。
1859年（安政6年）2月，由于受到一条派牵连，被迫向幕府提出隐居要请，于是将藩主让与堂弟丰范，并以“忍堂”为号，後在藤田東湖的建議下改號「容堂」。1862年（文久2年）5月吉田东洋暗杀事件发生后，复出追查藩中的激进勤王派并重整藩政。
1867年（庆应6年），山內容堂與家老後藤象二郎共同向幕府的最後一代將軍德川慶喜提議大政奉還，將政權和平移交給天皇，同时也在家臣斡旋下同长州·萨摩秘密结盟。再加上之前的四賢侯身份，使其成為幕府末年的多位關鍵人物之一。
明治維新後，山內容堂被任命為新政府的內國事務總裁，明治2年，他因法國在日領地的事情上處理不當致使數十名法國士兵身亡，此後他以身體不適為由而獲准請辭。
由於山內容堂對王政復古此事有功，被冊封為權中納言，享有終身5,000石的俸祿。又於明治2年6月的戊辰戰爭中有功，明治天皇賞賜其4萬石祿。
明治5年6月21日逝世，他因長年喝酒導致腦溢血而辭世，享年46歲，過世後的一星期後，被追贈從一位，並葬在土佐藩下屋敷的大井公園（品川區東大井4丁目）。

## 人物
- 26歲時憂心於門閥與舊臣政治體制，啟用吉田東洋出任「參政職」，雖然家老們反對，但仍然持續推動西洋軍備、海防強化、財政改革，並派遣藩士到長崎遊學，並且改革身份制度、獎勵學術等措施，相當具有政治的決斷力，但以「鯨海醉侯」自稱，給人們留下喝了酒，意見便會改換的印象。

- 原取號為忍堂，後來因為水戶藩的藤田東湖的建議，改稱容堂。

- 在自家欄間上放著一片匾額，上題「醉擁美人樓」，因此被如毛利敬親等大名取笑。

- 英國外交官Algernon Bertram Freeman-Mitford曾如此形容：「容堂公五十年的生涯跟英國政治家很像，是一個放縱娛樂的人。」他跟容堂曾在1868年時在京都的土佐藩邸見面過。

- 明治維新時就任內國事務總裁，2年辭職。跟木戶孝允關係良好，也召他來自宅討論明治政府將來的事情。隱居後，在東京的別邸內，有妻妾十數人，晚年過著充滿酒與女人的奢華生活，甚至還誇下豪語：「我才不會像以前大名一樣破產！」對家令的規勸都不聽。

## 登場作品
小說
- 酩酊大醉（日语：酔って候）（文藝春秋、司馬遼太郎著）
- 鯨海醉侯 山内容堂（新潮社、吉村淑甫著）
- 幕末無賴山内容堂（叢文社、島本征彥著）

影視劇
- 維新之曲（日语：維新の曲）（1942年、大映、演：嵐德三郎（日语：嵐徳三郎 (6代目)））
- 幕末（1964年、TBS、演：堀雄二）
- 約翰万次郎（1968年、NTV、演：中山仁）
- 龍馬來了（1968年、NHK大河劇、演：德大寺伸（日语：徳大寺伸））
- 天皇的世紀（日语：天皇の世紀#第一部（テレビドラマ））（1971年、ABC、演：觀世榮夫（日语：観世栄夫））
- 勝海舟（日语：勝海舟 (NHK大河ドラマ)）（1974年、NHK大河劇、演：臼井正明）
- 捨生忘利：西郷隆盛傳（1977年、TBS、演：小澤忠臣（日语：小沢象））
- 幕末青春塗鴉：坂本龍馬（日语：幕末青春グラフィティ 坂本竜馬）（1982年、NTV、演：北野武）
- 龍馬來了（日语：竜馬がゆく#1982年版）（1982年、TX、演：黒川弥太郎）
- 田原坂（日语：田原坂 (テレビドラマ)）（1987年、NTV、演：山田吾一）
- 坂本龍馬（日语：坂本龍馬 (テレビドラマ)）（1989年、TBS、演：若林豪）
- 宛如飛翔（1990年、NHK大河劇、演：嵐圭史）
- 尾張幕末風雲錄（1998年、TX、演：本田清澄）
- 德川慶喜（1998年、NHK大河劇、演：塩屋俊）
- 龍馬來了（日语：竜馬がゆく#2004年版）（2004年、TX、演：宇梶剛士）
- 篤姬（2008年、NHK大河劇、演：今拓哉）
- 龍馬傳（2009年、NHK大河劇、演：近藤正臣）
- 大河劇所描繪的坂本龍馬真相（日语：大河ドラマが描かない坂本龍馬の真実）（2010年、NTV、演：大竹修造）
- 八重之櫻（2013年、NHK大河劇、演：田中隆三（日语：田中隆三 (俳優)））
- 武士老师（2017年、JFDB、演：永澤俊矢）
- 龍馬的遺言（2018年、NHK、演：戶田昌宏（日语：戸田昌宏））
- 西鄉殿（2018年、NHK大河劇、演：大鷹明良）
- 直衝青天（2021年、NHK大河劇、演：水上龍士（日语：水上竜士））